# Justin Long
Pour les articles homonymes, voir Long.
Justin Long, né le 2 juin 1978 à Fairfield (Connecticut), est un acteur, producteur et scénariste américain.

## Biographie
Justin Long est le deuxième de trois frères nés à Fairfield, de R. James Long (en), philosophe et professeur de latin à l'université de Fairfield, et de Wendy Lesniak, ancienne actrice de théâtre. Il est élevé dans un rite catholique conservateur. Son frère aîné, Damian, est un acteur de théâtre et professeur à la Weston High School.
Justin Long fait ses études au Fairfield College Preparatory School, une institution jésuite, ainsi qu'au Vassar College, où il est membre de la troupe comique Laughingstock, et joue dans différentes pièces dont Libres sont les papillons.

### Carrière

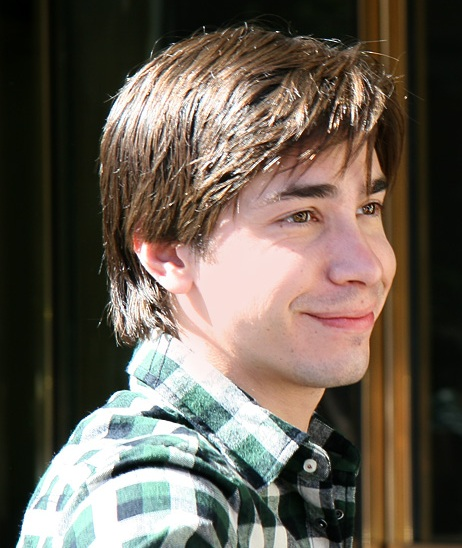
Justin Long en 2007.

Justin Long est révélé au cinéma dans le rôle de Brandon Wheeger, fan du commandant Peter Quincy Taggart, dans le film Galaxy Quest de Dean Parisot, aux côtés de Tim Allen et Sigourney Weaver.
Quelques années après, il remporte le prix avec la nomination du Saturn Award pour le meilleur jeune acteur grâce à son interprétation de Darius « Darry » Jenner, l’adolescent pourchassé par un monstre dans le film d’horreur Jeepers Creepers de Victor Salva.[réf. nécessaire]
De 2006 à 2009, il est Mac dans les publicités Get a Mac d'Apple. En 2011, il endosse un rôle similaire pour Intel dans leur campagne Justin Gets Real.
En 2004, il est remarqué dans la comédie Dodgeball ! Même pas mal ! de Rawson Marshall Thurber aux côtés de Vince Vaughn et Ben Stiller, également producteur du film. La même année, il chante dans le film d'animation Hair High réalisé par Bill Plympton, dans lequel il double Dwayne.
Sa carrière à la télévision lui a valu un rôle régulier dans la série Ed et des apparitions dans les séries Campus Ladies, Les Rois du Texas et That '70s Show.
Au théâtre, Justin Long s’est produit au festival du théâtre de Williamstown avec Hot I Baltimore. Il a aussi joué dans La Mélodie du bonheur et Le Roi Lear.[réf. nécessaire]
Il joue également dans Crossroads de Tamra Davis, La Coccinelle revient d’Angela Robinson, Dreamland de Jason Matzner, La Rupture de Peyton Reed, Admis à tout prix de Steve Pink et Idiocracy de Mike Judge, et Die Hard 4 : Retour en enfer de Len Wiseman, avec Bruce Willis. Il prête ensuite sa voix au personnage Alvin dans le film Alvin et les Chipmunks (2007), ainsi que dans ses suites Alvin et les Chipmunks 2 (2009) et Alvin et les Chipmunks 3 (2011).
En 2009, il joue dans Jusqu'en enfer, présenté hors compétition au festival de Cannes.

### Vie privée
Entre 2007 et 2010, Justin Long partage la vie de l'actrice Drew Barrymore. Celle-ci confirme leur rupture durant le tournage de leur film en commun, Trop loin pour toi. En 2012, il fréquente brièvement l'actrice américaine Kate Mara. De juillet 2013 à septembre 2015, il a une relation avec l'actrice Amanda Seyfried. Depuis 2021, il est en couple avec Kate Bosworth.

## Engagement
Il soutient Bernie Sanders lors des primaires démocrates de 2020.

## Filmographie

### Acteur

#### Cinéma

##### Longs métrages
- 2000 : Galaxy Quest de Dean Parisot : Brandon Wheeger
- 2001 : American Campers (Happy Campers) de Daniel Waters : Donald
- 2002 : Jeepers Creepers, le chant du diable (Jeepers Creepers) de Victor Salva : Darry Jenner
- 2002 : Crossroads de Tamra Davis : Henry
- 2003 : Jeepers Creepers 2 de Victor Salva : Darry Jenner (caméo)
- 2004 : Raising Genius de Linda Voorhees : Hal Nestor
- 2004 : Dodgeball ! Même pas mal ! (Dodgeball) de Rawson Marshall Thurber : Justin
- 2004 : Wake Up, Ron Burgundy: The Lost Movie de Adam McKay : Chris Harken
- 2005 : La Coccinelle revient (Herbie Fully Loaded) d'Angela Robinson : Kevin
- 2005 : Service non compris (Waiting…) de Rob McKittrick : Dean
- 2006 : The Sasquatch Dumpling Gang de Tim Skousen : Zerk Wilder
- 2006 : Dreamland de Jason Matzner : Mookie
- 2006 : La Rupture (The Break-Up) de Peyton Reed : Christopher
- 2006 : Admis à tout prix (Accepted) de Steve Pink : Bartleby Gaines
- 2006 : Idiocracy de Mike Judge : le docteur
- 2007 : Die Hard 4 : Retour en enfer (Live Free or Die Hard) de Len Wiseman : Matthew « Matt » Farrell
- 2007 : Walk Hard: The Dewey Cox Story de Jake Kasdan : George Harrison (non crédité)
- 2007 : Alvin et les Chipmunks (Alvin and the Chipmunks) de Tim Hill : Alvin (voix uniquement)
- 2008 : Strange Wilderness de Fred Wolf : Junior
- 2008 : Just Add Water de Hart Bochner : Spoonie
- 2008 : Zack et Miri tournent un porno (Zack and Miri Make a Porno) de Kevin Smith : Brandon[n 1]
- 2009 : Ce que pensent les hommes (He's Just Not That Into You) de Ken Kwapis : Alex
- 2009 : Service toujours non compris (Still Waiting…) de Jeff Balis : Dean[n 1] (non crédité)
- 2009 : Jusqu'en enfer (Drag Me to Hell) de Sam Raimi : le professeur Clay Dalton
- 2009 : Quitte-moi... si tu peux ! (Serious Moonlight) de Cheryl Hines : Todd
- 2009 : Funny People de Judd Apatow : lui-même (caméo)
- 2009 : Be Bad ! (Youth in Revolt) de Miguel Arteta : Paul Saunders
- 2009 : After.Life d'Agnieszka Vosloo : Paul Coleman[n 1]
- 2009 : Les deux font la père (Old Dogs) de Walt Becker : Adam Devlin[n 1] (non crédité)
- 2009 : Tente ta chance (Taking Chances) de Talmage Cooley : Chase Revere[n 1]
- 2009 : Alvin et les Chipmunks 2 (Alvin and the Chipmunks: The Squeakquel) de Betty Thomas : Alvin (voix uniquement)
- 2010 : Trop loin pour toi (Going the Distance) de Nanette Burstein : Garrett
- 2010 : La Conspiration (The Conspirator) de Robert Redford : Nicholas Baker
- 2011 : 10 ans déjà ! (Ten Years) de Jamie Linden : Luke Burn[n 1]
- 2011 : Alvin et les Chipmunks 3 (Alvin and the Chipmunks: Chipwrecked) de Mike Mitchell : Alvin (voix uniquement)
- 2012 : American Sexy Phone (For a Good Time, Call…) de Jamie Travis : Jesse[n 1]
- 2012 : Best Man Down de Ted Koland : Scott (en attente d'une date de sortie en France[5])
- 2013 : My Movie Project (Movie 43) de Steven Brill, Elizabeth Banks, Steve Carr, James Duffy et Griffin Dunne : le faux Robin (segment de Super Hero Speed Dating)
- 2013 : iSteve de Ryan Perez : Steve Jobs (en attente d'une date de sortie en France[5])
- 2013 : Tout pour lui plaire (A Case of You) de Kat Coiro : Sam[n 1]
- 2014 : Veronica Mars de Rob Thomas : un homme alcoolisé (caméo, non crédité)
- 2014 : Ask Me Anything d'Allison Burnett (en) : Dan Gallo[n 1]
- 2014 : Comet de Sam Esmail : Dell[n 2]
- 2014 : The Lookalike de Richard Gray : Holt Mulligan (en attente d'une date de sortie en France[5])
- 2014 : Tusk de Kevin Smith : Wallace Bryton[n 1]
- 2015 : Alvin et les Chipmunks :  À fond la caisse (Alvin and the Chipmunks: The Road Chip) de Walt Becker : Alvin (voix uniquement)
- 2016 : Yoga Hosers de Kevin Smith : Yogi Bayer[n 1]
- 2016 : Frank et Lola (Frank and Lola) de Matthew M. Ross : Keith Winkelman[n 1]
- 2016 : Lavender d'Ed Gass-Donnelly : Liam[n 1]
- 2016 : Ghost Team d'Oliver Irving : Ross (en attente d'une date de sortie en France[5])
- 2017 : Le Mariage de mon ex (Literally, Right Before Aaron) de Ryan Eggold : Adam[n 2]
- 2017 : And Then I Go de Vincent Grashaw : Tim (en attente d'une date de sortie en France[5])
- 2019 : Safe Spaces de Daniel Schechter : Josh Cohn (en attente d'une date de sortie en France[5])
- 2019 : The Investigation: A Search for the Truth in Ten Acts de Scott Ellis : James Comey (en attente d'une date de sortie en France[5])
- 2019 : Jay et Bob contre-attaquent… encore (Jay and Silent Bob Reboot) de Kevin Smith : Brandon St. Randy, l'avocat
- 2019 : The Wave de Gille Klabin : Frank
- 2021 : : Lady of the Manor (en) : Max
- 2022 : House of Darkness de Neil LaBute : Hap Jackson
- 2022 : Barbare (Barbarian) de Zach Cregger : A. J.
- 2022 : Clerks 3 (Clerks III) de Kevin Smith : le médecin
- 2022 : Noël chez mon ex (Christmas with the Campbells) de Clare Niederpruem : David
- 2023 : Follow_dead (Dear David) de John McPhail : Bryce
- 2023 : It's a Wonderful Knife (en) de Tyler MacIntyre : Henry Waters
- 2023 : The Christmas Break de Prarthana Mohan : Jack Bradford
- 2024 : Jeu de bouteille de Gavin Wiesen : Shérif Stanton
- 2024 : The 4:30 Movie de Kevin Smith : Stank
- 2025 : Évanouis (Weapons) de Zach Cregger : Gary

##### Courts métrages
- 2005 : Robin's Big Date de James Duffy : Robin
- 2008 : Fraternity School Shopping de Joey Kern et Erik Weiner : Herbert
- 2009 : Zac Efron's Pool Party de Adam Shankman et Jake Szymanski : Justin
- 2009 : Beyond All Boundaries de David Briggs : le caporal James R. Garrett et le sergent John H. Morris (court métrage d'animation - voix originale)
- 2011 : Free Hugs d'Olivia Wilde : le garçon à la caisse
- 2012 : Mitt's Office de Yaniv Raz : Mitt Romney
- 2016 : Trump Baby de Christian Long et lui-même : bébé VO
- 2017 : Play Dodgeball with Ben Stiller de Rawson Marshall Thurber : Justin
- 2018 : Duck: A Film by Kevin Bacon de Kevin Bacon : Justin

##### Films d'animation
- 2004 : Hair High de Bill Plympton : Dwayne (voix originale)
- 2007 : Battle for Terra d'Aristomenis Tsirbas : Senn (voix originale)
- 2010 : Planète 51 de Jorge Blanco, Marcos Martinez et Javier Abad : Lem (voix originale)
- 2010 : Alpha et Oméga d'Anthony Bell et Ben Gluck : Humphrey (voix originale)
- 2010 : Megamind de Tom McGrath : Brainbots (voix originale)
- 2013 : Sur la terre des dinosaures (Walking with Dinosaurs 3D) de Barry Cook et Neil Nightingale : Patchi (voix originale)
- 2017 : Drôles de petites bêtes de Arnaud Bouron et Antoon Krings : Apollo (voix anglaise)

#### Télévision

##### Téléfilms
- 2011 : Martha Stewart's Haunted House : le jeune loup-garou
- 2014 : Sober Companion de Don Scardino : rôle inconnu
- 2016 : Dream Team de Marc Buckland : Marty Schumacher

##### Séries télévisées
- 2000-2004 : Ed : Warren P. Cheswick (83 épisodes)
- 2006 : Campus Ladies : Connor (saison 1, épisode 9)
- 2006 : That '70s Show : Andrew Davis (saison 8, épisode 21)
- 2009 : Crappy Holidays Présents… : Highlander (2 épisodes)
- 2009 : Saturday Night Live : Matthew McConaughey (saison 35, épisode 3 - non crédité)
- 2011-2012 et 2015 : New Girl : Paul (5 épisodes)
- 2013 : Mom : Adam (3 épisodes)
- 2014 : The Michael J. Fox Show : Zack (saison 1, épisode 22)
- 2015 : Portlandia : Justin (saison 5, épisode 2)
- 2015 : Inside Amy Schumer : Brian (saison 3, épisode 7)
- 2015, 2018-2019 : Drunk History : Arno Penzias (saison 3, épisode 1), Elmer McCurdy (saison 5, épisode 12) et Randy (saison 6, épisode 12)
- 2017 : Who Is? : le narrateur (saison 1, épisode 2)
- 2017 : Do You Want to See a Dead Body? : Justin Long (saison 1, épisode 4)
- 2018 : The Conners : Neil (2 épisodes)
- 2019 : Ballers : Dereck McLay (2 épisodes)
- 2019 : Giri/Haji : Vickers[5] (8 épisodes)
- 2021 : Creepshow : Simon (saison 2, épisode 5)
- 2023 : Chair de poule (Goosebumps) : Nathan Bratt

##### Séries d'animation
- 2006-2007 : Les Rois du Texas (King of the Hill) : Troy / Adam / l'étudiant (voix originale, 3 épisodes)
- 2012 : Unsupervised (en) : Gary (voix originale, 13 épisodes)
- 2014 : TripTank : le caméraman et Andrew (voix originale, 2 épisodes)
- 2015-2021 : F Is for Family : Kevin Murphy (voix originale, 44 épisodes), Chuck Sawitzki (3 épisodes) et Phineas (6 épisodes)
- 2016-2018 : Skylanders Academy : Spyro (voix originale, 38 épisodes)
- 2021 : Les Maîtres de l'univers : Révélation (Masters of the Universe: Revelation) : Roboto (voix originale, 3 épisodes)
- 2021 : Archibald's Next Big Thing Is Here (en) : M. Skunkmeyer[5] (voix originale, saison 3, épisode 4)

#### Publicités
De 2006 à 2010, Justin Long joue dans la compagne publicitaire Get a Mac pour la marque Apple où il interprète le rôle d'un ordinateur Mac face à un ordinateur PC incarné par l'acteur John Hodgman.
Par ailleurs, et paradoxalement, il apparaît en 2021 dans une publicité vantant des ordinateurs Intel face aux Macs dans le sillage de la transition des Macintosh vers l'ARM d'Apple.

### Réalisateur
- 2024 : V/H/S/Beyond - segment Fur Babies

## Distinctions

### Nominations
- 28e cérémonie des Saturn Awards 2002 : Meilleur(e) jeune acteur ou actrice dans un film d'horreur pour Jeepers Creepers, le chant du diable (Jeepers Creepers) (2002).
- 2024 : Kids' Choice Awards de la star masculine TV préférée dans une série télévisée dramatique pour Chair de poule (Goosebumps) (2023).
- 2025 : Children's & Family Emmy Awards du meilleur acteur principal dans un programme pour enfants pour Chair de poule (Goosebumps) (2023).

### Récompenses
- 2003 : Fright Meter Awards du meilleur acteur dans un film d'horreur pour Jeepers Creepers, le chant du diable (Jeepers Creepers) (2002).

## Voix francophones
En France, Taric Mehani est la voix régulière de Justin Long, l'ayant doublé à onze reprises. Patrick Mancini et Pierre Tessier l'ont également doublé chacun à cinq reprises. Par ailleurs, Emmanuel Garijo est la voix de l'acteur pour le personnage Alvin dans la série de films Alvin et les Chipmunks et pour la série d'animation F Is for Family.
Au Québec, Hugolin Chevrette-Landesque est la voix québécoise régulière de l'acteur.